# Muối nêm

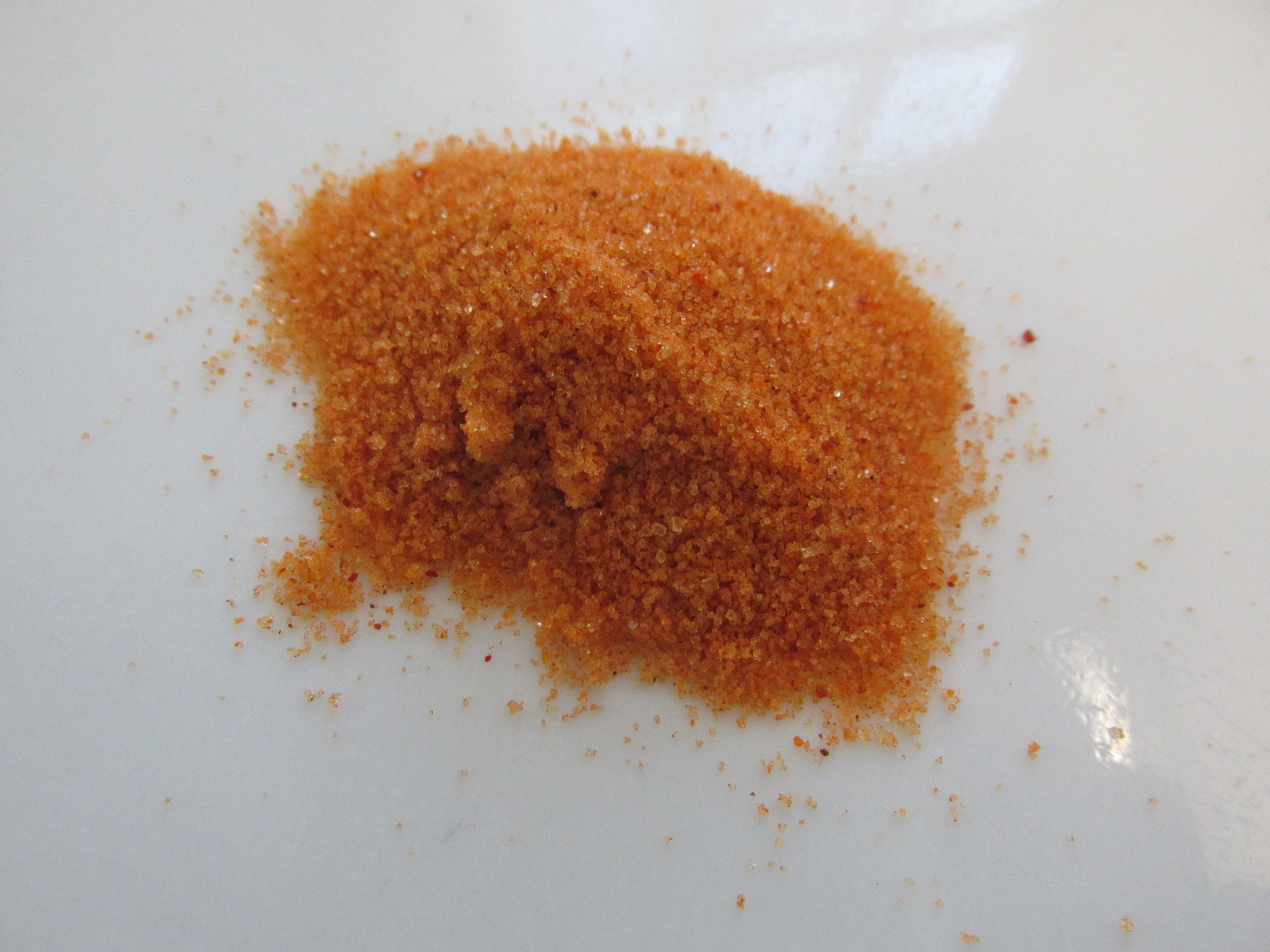
Một nắm muối nêm, do có pha trộn thêm phụ gia nên nó có màu nâu sẫm thay vì màu trắng nhạt của muối ăn

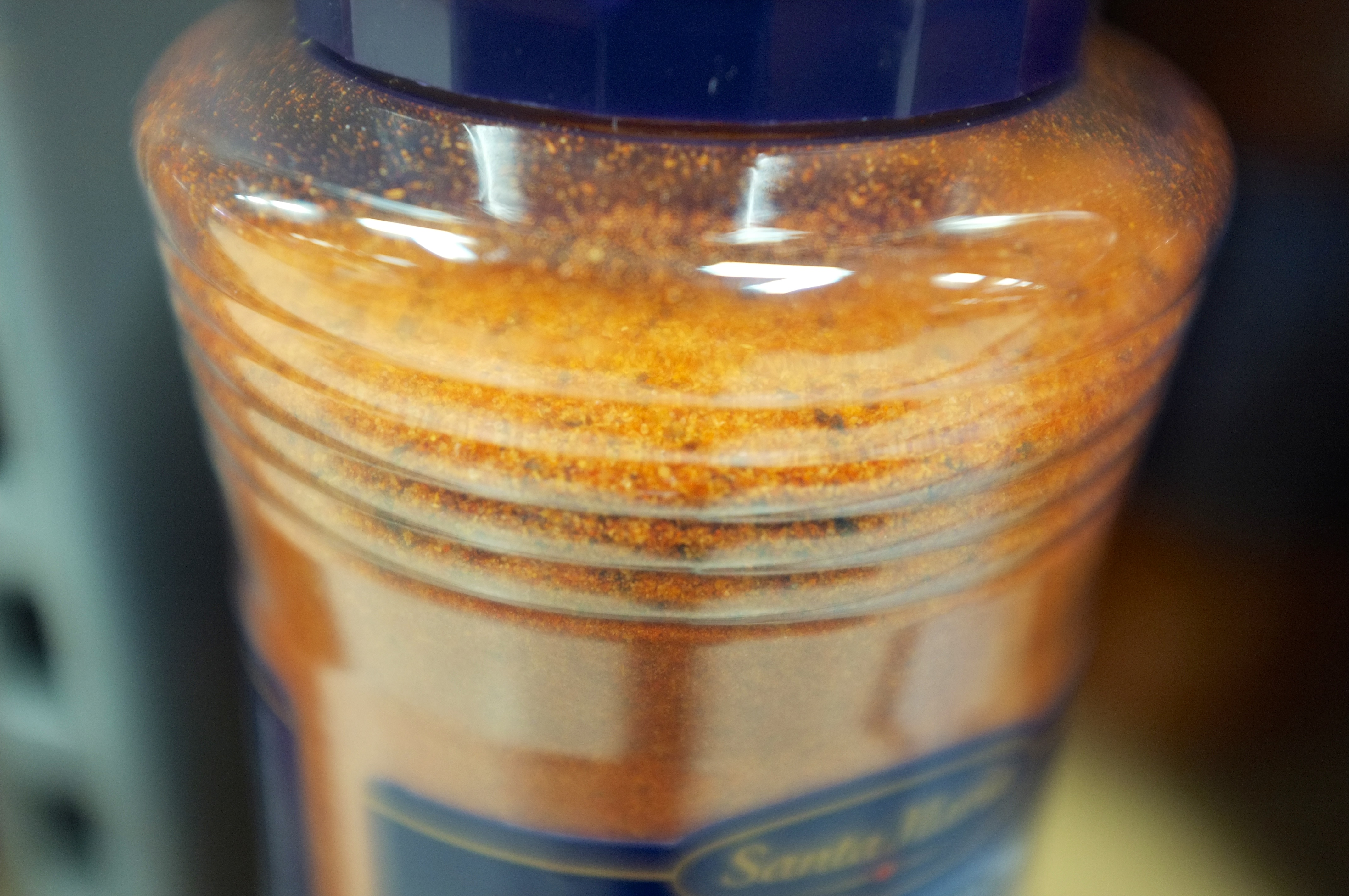
Một loại muối nêm đồ nướng

Muối nêm (Seasoned salt) là hỗn hợp của muối ăn, thảo mộc, gia vị, phụ gia và các hương liệu khác và đôi khi là bột ngọt monosodium glutamate (MSG) để nấu nướng, nêm nếm đồ ăn. Muối nêm được bán trong các siêu thị và thường được sử dụng trong các cửa hàng bán cá và khoai tây chiên và các cửa hàng đồ ăn mang đi (Take-out) khác. Muối nêm thường là gia vị tiêu chuẩn cho các loại thực phẩm như thịt gà, khoai tây chiên, hải sản chiên giòn và khoai tây. Ngành công nghiệp muối nêm tại Hoa Kỳ bán 100 triệu USD muối nêm hàng năm, trong đó, theo Ủy ban Thương mại Liên bang Hoa Kỳ (FTC) cho biết hai thương hiệu chiếm 80% thị trường từ đó, thị phần kết hợp của muối nêm Lawry's và Season-All đã gây lo ngại đến mức FTC yêu cầu McCormick, khi đó là chủ sở hữu của thương hiệu Season-All, phải bán nó cho Morton như một điều kiện để McCormick mua lại Lawry's vào năm 2008.

## Sử dụng
Được sáng chế vào những năm 1970 tại Hull và được cho là lấy cảm hứng từ loại muối nêm dùng trong bữa ăn tối của người Mỹ, mặt hàng "chip spice" (vị ăn nhẹ) được Rod và Brenda Wilson giới thiệu vào Vương quốc Anh, công thức chế biến dựa trên bột ớt và muối. Ngoài ra còn có một loại gia vị làm từ ớt. Thương hiệu American Chip Spice hiện thuộc sở hữu của Wilson's Seasonings. Muối nêm vị gà ban đầu được Peter Brinkworth ở Gawler, Nam Úc phát triển vào những năm 1970 để tẩm ướp gà cho món quay. Công thức này đã được Mitani Group mua lại vào năm 1979 và hiện được sử dụng phổ biến trên khoai tây chiên (khoai tây chiên kiểu Pháp) trên khắp nước Úc. Công thức đầu tiên để làm muối nêm vị gà bao gồm muối, bột hành tây, bột tỏi, muối cần tây, ớt bột, nước dùng gà và bột ngọt (MSG), cùng với một số loại thảo mộc và gia vị không xác định. Có nhiều phiên bản muối nêm vị gà sử dụng hương vị thịt gà cũng như phiên bản thuần chay.